# 존 디그위드
존 디그위드(John Digweed, 1967년 1월 1일 ~ )는 잉글랜드의 디스크자키이자 음악 프로듀서이다.